# Liste des évêques d'Avranches
Pour un article plus général, voir Ancien diocèse d'Avranches.
Liste des évêques d’Avranches, depuis le Ve siècle, jusqu'à la suppression de l'ancien diocèse d'Avranches en 1801 :

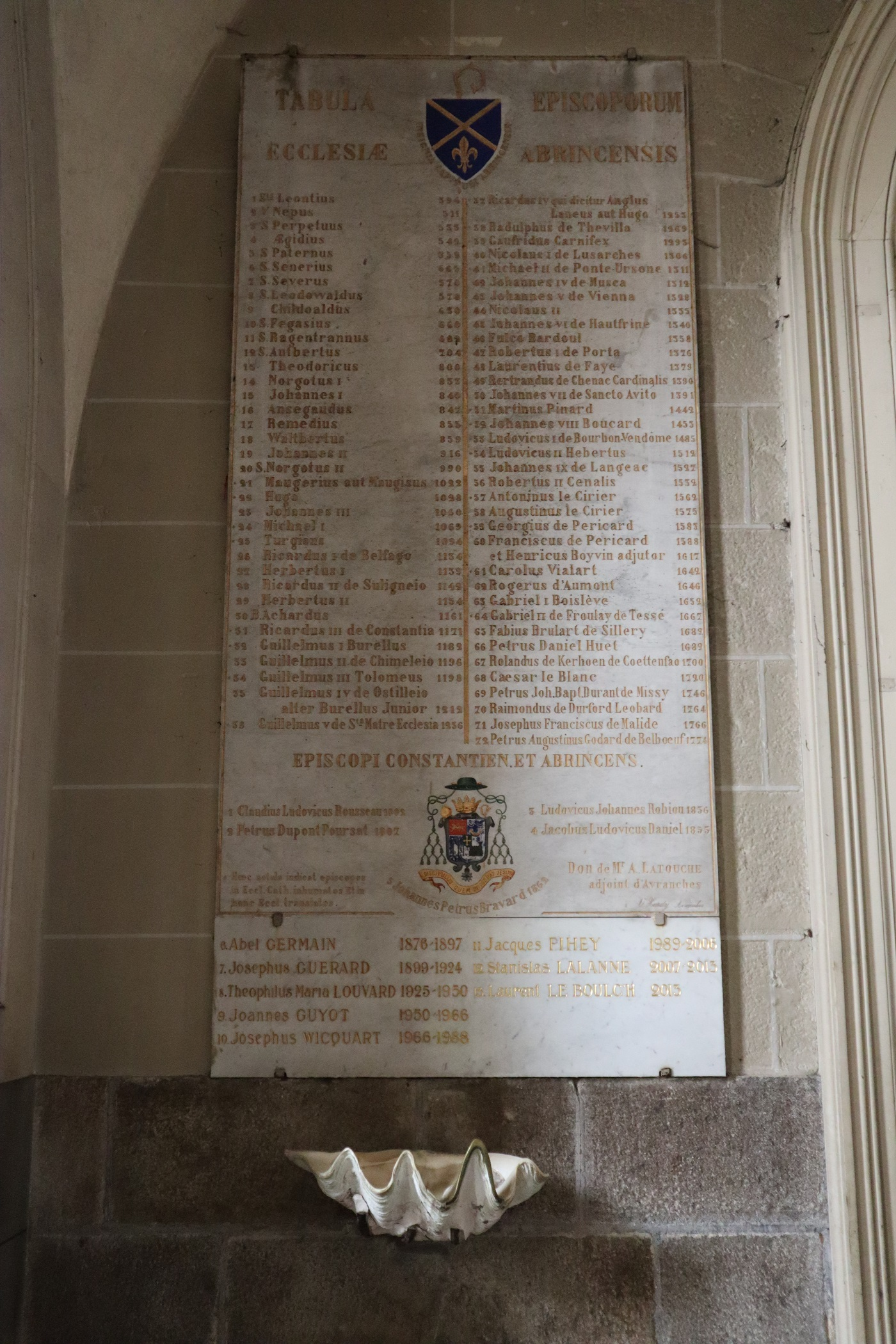
Plaque commémorative en la basilique Saint-Gervais d'Avranches listant les évêques de l'ancien diocèse.

## Vesiècle
- Saint Léonce (Leontius), incertain, peut-être par confusion avec un évêque de Coutances du même nom[1],[note 1]

## VIesiècle
- Nèpe (Nepus), cité en 511 (concile d'Orléans)
- Saint Sever, ermite, vers 520
- Perpet ou Perpétue (Perpetuus), cité en 533, 538 et 541 (conciles d'Orléans)
- Gilles (Egidius), cité en 549 (concile d'Orléans), mort en 550
- Saint Pair (Paterne) (Paternus), abbé de Scissy, né vers 480, élu évêque vers 550, mort vers 563 après treize ans de pontificat, à l'âge de 83 ans. Inhumé à Saint-Pair-sur-Mer.
- Saint Senier (Senerius), évêque en 563, Inhumé à Saint-Pair-sur-Mer.
- Saint Léonard ou Leudeuald, vers 578[1]

## VIIesiècle
- Childoald ou Hildoald (Childoaldus), v. 614-626, cité en 614 (concile de Paris), 627 (concile de Clichy)
- Saint Fragaire (Fragarius), milieu du VIIe siècle, mort vers 670
- Ragertran (Rahentrannus) , ap. 680

## VIIIesiècle
- Aubertus (saint Aubert d'Avranches), v. 708-723

## IXesiècle
- Thierry (?) v. 809[3].
- Jean v. 840
- Ansegaud v. 847-v. 853
- Remi (Remedius), 855
- Gaubert (Waldbertus) v. 859-v. 862

## Xesiècle
- Norgot (Nordodus), v. 990-v. 1017 ou 1018

## XIesiècle
- Maugis (Maingisius), 1022-v. 1026
- Hugues (Hugo), 1028-v. 1060
- Jean de Bayeux (d'Avranches ou encore ou d'Ivry), 1060-1067
- Michel, 1068-1094

## XIIesiècle
- Turgis (Turgisius), 1094-1134
- Richard de Beaufou, 1134-1142
- Richard de Subligny, 1142-1153
- Herbert, 1154-1161
- Bienheureux Achard de Saint-Victor, 1162-1171
- Richard III (Ricardus), 1171-1182
- Guillaume Burel ou Bureau, dit l'Ancien, 1182-v. 1195
- Guillaume de Chemillé, 1196-1198

## XIIIesiècle
- Guillaume Tholomeus, 1199-1210
- Guillaume d'Otelles, dit Guillaume Burel le Jeune, 1210-1236
- Guillaume de Sainte-Mère-Église, 1236-1253 (à ne pas confondre avec l'évêque de Londres).
- Richard L'Aîné, 1253-1257
- Guillaume, 1257-1258
- Richard Langlois, 1259-1269 (peut-être le même que Richard L'Aîné)
- Raoul de Thieuville, 1269-1292
- Geoffroi Boucher, 1293-1306

## XIVesiècle
- Nicolas de Luzarches[4] (1307-1311).
- Michel de Pontorson (1311-1312).
- Jean de La Mouche (1312-1327).
- Jean de Vienne (1328-1331).
- Jean de Hautfumé (1331-1358).
- Foulque Bardoul (1358-1359).
- Robert de La Porte (1359-1379).
- Laurent de Faye (1379-1391).

## XVesiècle
- Jean de Saint-Avit, 1391-1442, précédemment évêque de Saint-Brieuc, et qui fut un des rares évêques à prendre la défense de Jeanne d'Arc lors de son procès
- Martin Pinard, 1442-1458
- Jean Bouchard, dit de Vaucelles, 1458-1484
- Louis de Bourbon-Vendôme 1484-1510

## XVIesiècle
- Louis Herbert 1511-1526
- (Augustin Trivulce), cardinal, évêque nommé 1526-1526 ; finalement nommé à Bayeux en 1531.
- Jean de Langeac 1526-1532, puis évêque de Limoges en 1533.
- Robert Ceneau (Cenalis), 1532-1560, précédemment évêque de Vence (1522-1530), puis de Riez (1530-1532)
- Antoine Le Cirier 1561-1575, participant du concile de Trente
- Augustin Le Cirier 1575-1580, neveu du précédent
- Georges de Péricard 1583-1587.

## XVIIesiècle
- François de Péricard 1588-1639, frère du précédent. Coadjuteur : son neveu Henri Boivin (1588-1636), évêque titulaire de Tarse
- Charles Vialart de Saint-Paul 1640-1644, ancien supérieur général des Feuillants
- Roger d'Aumont 1645-1651
- Gabriel de Boislève 1652-1657
- Gabriel-Philippe de Froulay de Tessé 1668-1689
- Fabio Brulart de Sillery 1689-1692
- Pierre-Daniel Huet 1692-1699, précédemment évêque de Soissons

## XVIIIesiècle
- Roland-François de Kerhoën de Coëtanfao, 1700-1719
- François-César Le Blanc 1719-1746
- Pierre Jean-Baptiste Durand de Missy 1746-1764
- Raymond de Durfort-Léobard, 1764-1766, ne prit jamais possession de son siège et fut nommé évêque de Montpellier en 1766
- Joseph François de Malide 1766-1774, puis évêque de Montpellier en 1774
- Pierre-Augustin Godard de Belbeuf 1774-1801, dernier évêque d'Avranches.

Le siège d'Avranches est supprimé par le concordat du 15 août 1801.
Le 12 juin 1854, le titre d'« évêque d'Avranches » a été restauré et conféré par décret apostolique à tous les évêques de Coutances-et-Avranches.